# Crawley (Oxfordshire)
Crawley is een civil parish in het bestuurlijke gebied West Oxfordshire, in het Engelse graafschap Oxfordshire met 155 inwoners.